# سایوآ گونزالس
سایوآ گونزالس (انگلیسی: Saioa González؛ زادهٔ ۳ آوریل ۱۹۸۴) بازیکن فوتبال اهل اسپانیا است.
از باشگاه‌هایی که در آن بازی کرده‌است می‌توان به باشگاه فوتبال اتلتیک بیلبائو اشاره کرد.
وی همچنین در تیم‌های ملی فوتبال Spain women's national under-19 football team و Basque Country women's national football team بازی کرده‌است.